# ネメシュ・ラースロー
ネメシュ・ラースロー（Nemes László, 1977年2月18日 - ）は、ハンガリーの映画監督、脚本家である。2015年に長編監督デビュー作『サウルの息子』が第68回カンヌ国際映画祭のコンペティション部門で上映され、グランプリを獲得して一躍注目された。2016年の第69回カンヌ国際映画祭ではコンペティション部門の審査員を務めた。

## 生い立ち
ブダペストでユダヤ人の母親とハンガリー人の映画監督・舞台演出家の父親のもとに生まれる。12歳の頃にパリに移り、映画制作に興味を持った彼は自宅地下でホラー映画を撮影した。歴史、国際関係、脚本術を学んだ後、彼はフランスとハンガリーの映画界で助監督として働き始める。2年のあいだ彼は『倫敦から来た男』を撮影中のタル・ベーラの助監督を務めた。

## キャリア
2006年に初監督作となる35mmの短編映画『With a Little Patience』を撮った後、ニューヨーク大学で映画演出を学ぶ。
2015年5月、長編映画監督デビュー作となる『サウルの息子』が第68回カンヌ国際映画祭のコンペティション部門でプレミア上映される。同作は映画祭で2位となるグランプリを獲得した。さらにはハンガリー映画としては史上初めてとなるゴールデングローブ賞外国語映画賞、史上2作目となるアカデミー外国語映画賞の受賞も果たした。
2018年に公開された2作目の長編監督作『サンセット』は、第75回ヴェネツィア国際映画祭で国際批評家連盟賞を受賞した。

## 影響
好きな映画監督としてミケランジェロ・アントニオーニ、アンドレイ・タルコフスキー、イングマール・ベルイマン、テレンス・マリック、スタンリー・キューブリックを挙げている。

## フィルモグラフィ

### 長編映画
| 年   | 題名                  | 役割       |
| ---- | --------------------- | ---------- |
| 2015 | サウルの息子 Saul fia | 監督・脚本 |
| 2018 | サンセット Napszállta | 監督・脚本 |
| TBA  | Outer Dark            | 監督・脚本 |

### 短編映画
| 年   | 題名                          | 役割             |
| ---- | ----------------------------- | ---------------- |
| 2007 | Türelem                       | 監督・脚本       |
| 2008 | The Counterpart               | 監督・脚本       |
| 2010 | The Gentleman Takes His Leave | 監督・脚本・製作 |